# Lossingué
Lossingué este o comună din regiunea Kabadougou, Coasta de Fildeș.